# Chisako Wakatake
Chisako Wakatake (若竹 千佐子, Wakatake Chisako) (Tono - 1954) é uma escritora japonesa. Ganhou o Prêmio Akutagawa e o Prêmio Bungei com a obra Ora ora de hitori igu.

## Carreira
O primeiro livro de Chisako, Ora ora de hitori igu mo (おらおらでひとりいぐも), sobre uma viúva falante do dialeto Tōhoku lidando com a vida sozinha após a morte de seu marido, foi publicado em 2017. Ora ora de hitori igu mo ganhou o 54º Prêmio Bungei, tornando Wakatake a ganhadora mais velha do prêmio, aos 63 anos. Pouco depois, a obra também ganhou o 158º Prêmio Akutagawa, tornando Wakatake a segunda mais velha a receber o prêmio. Depois de conquistar o Prêmio Akutagawa, Wakatake visitou sua cidade natal Tono, onde recebeu uma homenagem dos cidadãos locais por aumentar a conscientização sobre a cidade em todo o Japão.
O crítico Roland Kelts, escrevendo para o The Times Literary Supplement, descreveu os temas da obra de Wakatake como "solidão e turbulência reprimida".
Em outubro de 2020, sua obra Kakkadorudorudō (かっかどるどるど) começou a ser serializada na revista Bungei.

## Vida pessoal
Wakatake nasceu em 1954 em Tono, na província de Iwate, Japão. Ela começou a escrever enquanto estava na escola, mas depois de se formar na Universidade de Iwate, trabalhou brevemente como professora. Depois, se casou e se tornou dona de casa. Enquanto trabalhava em casa, ela escrevia ocasionalmente e ganhou um pequeno prêmio literário local por uma história que enviou, mas nunca seguiu seriamente a carreira de escritora. Aos 55 anos, após a morte do marido, ela começou a escrever em tempo integral, contando sobre suas próprias experiências de idade e solidão.
Atualmente Chisako mora em Kisarazu, na província de Chiba.

## Prêmios
- 54º Prêmio Bungei (2017)[8]
- 2018 158º Prêmio Akutagawa (2017下)[11]

## Obras
- Ora ora de hitori igumo (おらおらでひとりいぐも), Kawade Shobō Shinsha, 2017,ISBN 9784309026374
- Kakkadorudorudō (かっかどるどるどぅ), Kawade Shobō Shinsha, 2020